# 锦鲤抄
《锦鲤抄》是由银临和雲の泣于2013年演唱的一首中文原创古风歌曲，也是银临第2張數碼單曲。於2013年4月9日由异新音乐工作室發行，2013年9月29日，该歌曲收錄於她的第一張錄音室專輯《腐草为萤》。其在古風圈享有一定的知名度。

## 背景
《锦鲤抄》是根據歌唱者银临的梦境改編。讲述了一位嗜好绘画鲤鱼的画家与鲤鱼的故事。这位画家给鲤鱼喂食，并与鲤鱼产生了感情。某天他的住家发生火灾，由于他设法带走鲤鱼，没有脱离火险，后来却在某人的护送下逃离火场。第二天醒来后，画家看见自家的池塘干涸，鲤鱼消失不见，才知道当时在火灾中救他的人是由鲤鱼幻化而成。后来作词人慕清明以此为灵感创作了歌词，而灰原窮则据此提供了编曲。

## 反响
《北京青年报》称《锦鲤抄》为2013年“年度最佳原创古风歌曲”，其在中国大陆的音乐平台播放量已经破亿。而银临、雲の泣等人也曾多次在国风主题演唱会上演唱此曲。
由於歌曲的影響力，也有一些人對該歌曲進行了翻唱，其中歌唱家騰格爾还将其融入马头琴、呼麦等蒙古文化元素翻唱。还有艺术家據此創作了同名古风舞蹈。中国大陆还有不少与该歌曲相关的二次创作，其中创作者慕清明还以《锦鲤抄》的故事为参考，创作了一部文言文版微小说。